# جون دبليو. نيكلسون جونيور
جون دبليو. نيكلسون جونيور (بالإنجليزية: John W. Nicholson, Jr.)‏ هو عسكري أمريكي، ولد في 8 فبراير 1956 في ماريلند في الولايات المتحدة.